# روبن سالازار
روبن سالازار (بالإسبانية: Rubén Salazar)‏ هو صحفي مكسيكي، ولد في 3 مارس 1928 في سيوداد خواريز في المكسيك، وتوفي في 29 أغسطس 1970 في لوس أنجلوس في الولايات المتحدة بسبب إصابة بعيار ناري.

## وصلات خارجية
- روبن سالازار على موقع إن إن دي بي (الإنجليزية)